# Piophila longipennis
Piophila longipennis är en tvåvingeart som beskrevs av Friedrich Hermann Loew 1870. Piophila longipennis ingår i släktet Piophila och familjen ostflugor. Inga underarter finns listade i Catalogue of Life.